# Operatie Cerberus

De tijdens de ontsnapping afgelegde route

Operatie Cerberus was een militaire operatie van de Kriegsmarine. De Duitse slagschepen Gneisenau en Scharnhorst, de zware kruiser Prinz Eugen en escorterende schepen wisten onder leiding van admiraal Otto Ciliax in februari 1942 een blokkade van de Royal Navy te passeren en via Het Kanaal de thuishaven in Duitsland te bereiken. De Luftwaffe bood ondersteuning vanuit de lucht onder de codenaam Operatie Donnerkeil.
De Britse pers beschreef het falen van de Britse blokkade als een fiasco en vergeleek deze met onder andere de Tocht naar Chatham. Churchill gelastte een onderzoek. Het Duitse Oberkommando der Marine, dat al vanaf het begin de operatie die het door Hitler opgedrongen had gekregen niet zag zitten, zag het echter als een tactische overwinning maar een strategische nederlaag. De Gneisenau en Scharnhorst werden uiteindelijk naar Noorwegen gestuurd waar ze de rest van de oorlog geen belangrijke rol meer speelden en uiteindelijk tot zinken werden gebracht. De Prinz Eugen verbleef de rest van de oorlog in de Oostzee.